# Zichyho země

Zichyho země

Zichyho země (rusky Земля Зичи) je skupina ostrovů ve střední části souostroví Země Františka Josefa v Severním ledovém oceánu. Jednotlivé ostrovy jsou vzájemně odděleny úzkými, po většinu roku zamrzlými průlivy, a tvoří tak kompaktní celek. Oblast byla pojmenována Rakousko-uherskou expedicí k severnímu pólu na počest maďarského hraběte Ödöna Zichyho, jejího druhého největšího sponzora po hraběti Janu Nepomuku Wilczkovi.
Nejsevernějším bodem oblasti je mys Bema na ostrově Karla Alexandra a nejjižnějším mys Flume na Champově ostrově. Vzdálenost mezi nimi je 114 km. Nejvyšší místo se nachází na ostrově Wiener Neustadt a dosahuje výšky 620 m n. m.

## Seznam ostrovů
Hlavní ostrovy v Zichyho zemi jsou od severu k jihu:
- ostrov Karla Alexandra
- Rainerův ostrov
- Jacksonův ostrov
- Payerův ostrov
- Greelyho ostrov
- Zieglerův ostrov
- Salisburyho ostrov
- ostrov Wiener Neustadt
- Luigiho ostrov
- Champův ostrov